# ヴィルヘルム・セバスチャン
ヴィルヘルム・セバスチャン（Wilhelm Sebastian、1903年1月17日 - 1978年10月30日）は、ドイツのレーシングドライバーであり、レーシングカーの整備士である。

## 経歴

### チーム・カラツィオラ

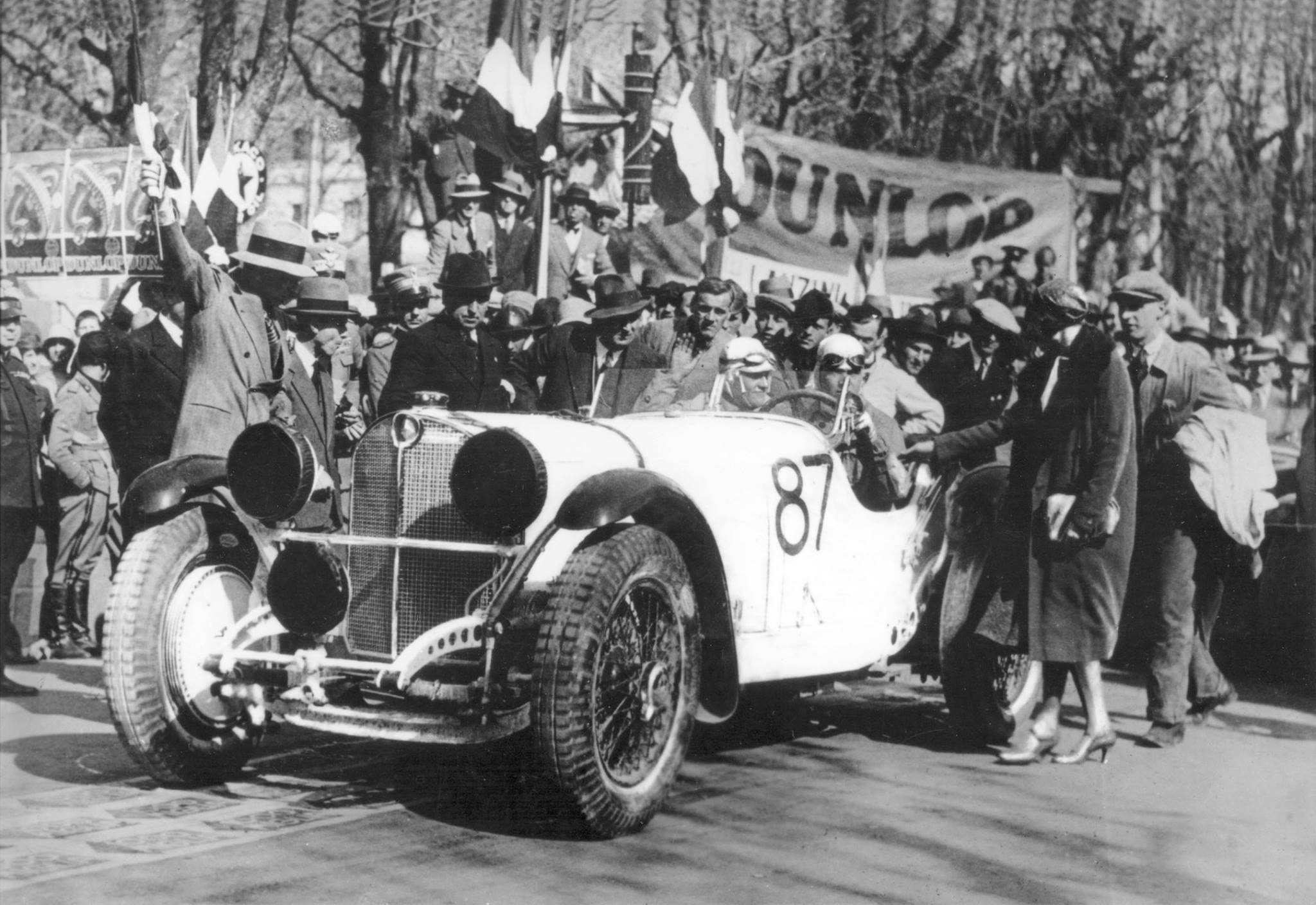
1931年ミッレミリア。ステアリングを握っているのがカラツィオラで、右側の座席に座っているのがセバスチャン。

1931年、ルドルフ・カラツィオラのライディングメカニック（コ・ドライバー）として、イタリアのミッレミリアに出場する。カラツィオラは前年までダイムラー・ベンツのワークスドライバーだったが、経営不振に陥った同社はワークス活動を休止してしまったため、カラツィオラはプライベーターとしてこのレースに参戦した、このレースは長距離レースであることから、セバスチャンがコ・ドライバーになったという経緯である。このレースでセバスチャンはメルセデス・ベンツ・SSKLのステアリングホイールを支えるなどしてカラツィオラの運転をサポートして、カラツィオラとともに外国人としては初めてミッレミリアの優勝者として名を刻んだ。

### アウトウニオン
1932年にアウトウニオンが設立されると、セバスチャンは同社が設立したレーシングチームでドライバー兼メカニックとして働き始めた。
1934年のグランプリ・シーズンからアウトウニオンがグランプリへの参戦を始めるに際して、同チームのリザーブドライバーに任命され、コッパ・アチェルボ（ペスカーラ）、イタリアグランプリ（モンツァ）、チェコスロバキアグランプリ（マサリクリンク）といった数レースに参戦した。コッパ・アチェルボでは5位、イタリアグランプリとチェコスロバキアグランプリでは7位になるという結果を残したが、当時のヨーロッパ選手権（1935年から開催されることになる）を戦えるほどの速さは持っていなかったことから、ドライバーとしてのキャリアはこの年で終了となる。
ヴィルヘルム・セバスチャンの弟であるルートヴィヒはアウトウニオンでチーフメカニックをしていたことから、彼もまたメカニックとしてアウトウニオンに残り、1935年シーズンは新人のベルント・ローゼマイヤーの担当となり、その後も彼の担当を任された。
1938年1月28日、アウトバーンのフランクフルト - ダルムシュタット間（現在のA5線）で速度記録への挑戦が行われた際、吹き渡る風が強いことに気付いたセバスチャンはその日の出走を中止するよう再三に渡ってローゼマイヤーに進言したが、それが聞き入れられることはなく、ローゼマイヤーは速度記録挑戦中に高速走行する車両が横風にあおられて走路外に飛び出し、事故死した。

## エピソード

### カルッセル
ニュルブルクリンク北コースの名物コーナーである「カラツィオラ・カルッセル」について、一般的にルドルフ・カラツィオラが最初にそこを走行したとされているが、ノイバウアーは自伝の中でレース前にそこで実験を行って「溝」を使った走行が可能だと明らかにしたのはセバスチャンだとしている。

### セバスチャンによる諜報活動
チーム・カラツィオラの縁から、セバスチャンはアルフレート・ノイバウアーをはじめとするダイムラー・ベンツの関係者とも親交があり、ノイバウアーによれば、アウトウニオン在籍時にメルセデスチームにスパイを仕掛けていたという。
- イタリアの料理人

1939年シーズン前のモンツァテストに際して、メルセデスチームはテスト期間中のチームスタッフたちの昼食を作らせるため、一人の料理人を雇った。アウトウニオンのミラノ代理店から紹介されたそのイタリア人は、「ドイツ語は話せないが、イタリアで最高のスパゲッティと肉団子を作る」という触れ込みだった。
この人物はたしかに料理が上手だったが、実は料理よりも車のことのほうがさらに詳しく、ドイツ語も堪能だった。テストの期間中、チームの首脳陣は昼食の間もテスト結果や車の機構について議論しており、そのイタリア人料理人は何食わぬ顔でその場に居合わせ、内容に聞き耳を立て、毎日詳細なレポートをアウトウニオンに送っていた。
- トリポリの無線

当時イタリア植民地だった北アフリカのトリポリで開催されていたトリポリグランプリでは、トリポリとイタリア本国の間に電話線は通じていなかったため、ヨーロッパに電話をするにはトリポリからローマの郵政局に短波を飛ばして経由させる必要があった。しかもこの短波通信は定められた時間にのみ発信することができるというものだった。トリポリでノイバウアーとルドルフ・ウーレンハウトが通話のためにたびたびホテルに戻っていることに気づいたセバスチャンは、短波受信機を調達してイタリア郵政局の周波数にセットし、決められた時間になると自分もホテルの部屋に戻って彼らがシュトゥットガルトの本社と通話する内容を傍受していた。
いずれも、メルセデス・ベンツとアウトウニオンが争っていた時代から20年ほど経った頃にセバスチャンがノイバウアーに語ったという内容で、真偽は不明だが、ノイバウアーはこの話を聞いて、諜報活動など当時の自分には思いもつかなかったことでむしろ感心したということを自伝に記している。
他にも、メルセデスチームが秘密裏に開発していたW165の存在をセバスチャンがなぜか知っていて、W165のテスト日にホッケンハイムリンクに忍び込んで現れたり、メルセデスチームが速度記録車（W125レコルトワーゲン）に密かに搭載していた氷を使った冷却装置をアウトウニオンもなぜか同時に採用していたりするなど、ノイバウアーはスパイの存在を示唆する記述を残している。

## レース戦績

### AIACRヨーロッパ選手権
| 年   | 所属チーム     | コンストラクター        | 1   | 2   | 3       | 4   | 5      | 6   |
| ---- | -------------- | ----------------------- | --- | --- | ------- | --- | ------ | --- |
| 1934 | アウトウニオン | アウトウニオン・タイプA | MON | FRA | GER DNS | SUI | ITA 7* | ESP |

- 1934年はヨーロッパ・ドライバーズ選手権は設けられていない。
- 1934年イタリアグランプリでは、アウグスト・モンベルガー（英語版）からステアリングを引き継ぎ7位で完走した。

## 参考資料
書籍
- Alfred Neubauer (1958). Männer, Frauen und Motoren. Hans Dulk. ASIN 3613033518
  - アルフレート・ノイバウアー（著）、橋本茂春（訳）、1968、『スピードこそわが命』、荒地出版社 NDLJP:2518442 NCID BA88414205 ASIN B000JA4AOS
  - アルフレート・ノイバウアー（著）、橋本茂春（訳）、1991-03-03、『メルセデス・ベンツ ─Racing History─』、三樹書房 ISBN 4-89522-148-2 NCID BB04709123 ASIN 4895221482
- Karl Ludvigsen (1995-06) (英語). Mercedes-Benz Quicksilver Century. Transport Bookman Publications. ASIN 0851840515. ISBN 0-85184-051-5